# Округ Скари (Тексас)
Округ Скари (енгл. Scurry County) је округ у америчкој савезној држави Тексас. По попису из 2010. године број становника је 16.921.

## Демографија
Према попису становништва из 2010. у округу је живело 16.921 становника, што је 560 (3,4%) становника више него 2000. године.
| Група             | 2000.          | 2010.         |
| Белци             | 10.672 (65,2%) | 9.773 (57,8%) |
| Афроамериканци    | 991 (6,1%)     | 799 (4,7%)    |
| Азијати           | 37 (0,2%)      | 59 (0,3%)     |
| Хиспаноамериканци | 4.544 (27,8%)  | 6.149 (36,3%) |
| Укупно            | 16.361         | 16.921        |